# Лухзингер, Сюзанна
Сюза́нна Лухзи́нгер (нем. Susanne Luchsinger) — швейцарская кёрлингистка.
В составе женской сборной Швейцарии участник чемпионата мира 1988 (заняли шестое место). Чемпионка Швейцарии среди женщин.
Играла на позиции второго.

## Достижения
- Чемпионат Швейцарии по кёрлингу среди женщин: золото (1988).[3]

## Команды
| Сезон   | Четвёртый    | Третий          | Второй            | Первый      | Турниры                      |
| ------- | ------------ | --------------- | ----------------- | ----------- | ---------------------------- |
| 1987—88 | Эрика Мюллер | Бригитта Кинаст | Сюзанна Лухзингер | Регула Рюгг | ЧШЖ 1988 · ЧМ 1988 (6 место) |

(скипы выделены полужирным шрифтом)